# Natatolana borealis
Natatolana borealis là một loài chân đều trong họ Cirolanidae. Loài này được Lilljeborg miêu tả khoa học năm 1851.